# Sougoudou
Sougoudou est une commune rurale située dans le département de Yamba de la province du Gourma dans la région de l'Est au Burkina Faso.

## Géographie
Sougoudou est situé à 5 km au Nord-Ouest de Yamba, le chef-lieu du département.

## Santé et éducation
Le centre de soins le plus proche de Sougoudou est le centre de santé et de promotion sociale (CSPS) de Yamba.